# Ожигинская (Вожегодский район)
Ожигинская — деревня в Вожегодском районе Вологодской области.
Входит в состав Мишутинского сельского поселения, с точки зрения административно-территориального деления — в Мишутинский сельсовет.
Расстояние по автодороге до районного центра Вожеги — 67 км, до центра муниципального образования Мишутинской — 1 км. Ближайшие населённые пункты — Поповка, Чеченинская, Мишутинская, Патракеевская, Дубровинская.
По переписи 2002 года население — 19 человек.